# Cortinarius rufo-olivaceus
Cortinarius rufo-olivaceus (Pers.) Fr., Epicrisis Systematis Mycologici (Upsaliae): 268 (1838).

## Descrizione della specie
Cappello
Fino a 8–12 cm, piuttosto carnoso; inizialmente convesso, poi spianato; viscido se il tempo è umido, opaco quando è secco.

Di colore porpora oppure vinato, viola verso il margine, che è involuto.
Lamelle
Color giallo chiaro oppure verde oliva, diventano di colore ruggine per via della sporata.

Larghe, piuttosto fitte, uncinate.
Gambo
Fino a 10 cm di altezza x 2 di larghezza, possiede un vistoso bulbo marginato alla base; di colore viola, con bulbo ocra o vinoso; presenta evidenti tracce di cortina.
Carne
Compatta, color viola chiaro; gialla nel cappello.
- Odore: subnullo, non ben definibile.
- Sapore: amarognolo, un po' sgradevole.

Spore
11-13 x 6,5-7,5 µm, fortemente verrucose, ocracee in massa.

## Habitat
Cresce nei boschi di latifoglie, prevalentemente Faggio, su terreno calcareo.

Molto comune.

## Commestibilità
Sospetto.

È stato consumato più volte per errore in quanto può essere confuso con cortinari eduli di colore violaceo o con Lepista nuda ma non sembra aver provocato avvelenamenti. Tuttavia, in mancanza di dati tossicologici certi, si raccomanda di evitare categoricamente il consumo di questa specie che deve pertanto essere considerata non edule.

## Etimologia
Dal latino rufus = rosso, per via delle tinte rossicce presenti sul cappello) ed olivaceus = color oliva, per via del colore delle lamelle.

## Specie simili
- Specie congeneri di color viola/lilla (es. Cortinarius coerulescens e Cortinarius caesiocyaneus).
- A volte con Lepista nuda; più difficile confonderlo con Lepista glaucocana.

## Sinonimi e binomi obsoleti
- Agaricus rufo-olivaceus Pers., Synopsis Methodica Fungorum (Göttingen): 285 (1801)
- Cortinarius rufo-olivaceus var. vinosus (Cooke) Moënne-Locc. & Reumaux, Atlas des Cortinaires, Pars II (Annecy): 27 (1990)
- Cortinarius testaceus Cooke, Illustrations of British Fungi (Hymenomycetes) (London) 8: 1188 (1190) (1891)
- Cortinarius vinosus Cooke, Handbook of British Fungi II: 255 (1883)
- Phlegmacium rufo-olivaceum (Pers.) Wünsche